# Machinarium
Machinarium — компьютерная игра в жанре квеста, разработанная чешской студией Amanita Design и изданная Daedalic Entertainment 16 октября 2009 года для персональных компьютеров на операционных систем Windows, Mac OS X и Linux. Российское издание включает версии для GNU/Linux, Windows и Mac OS X

## Игровой процесс
«Машинариум» — традиционный point-and-click-квест. Наиболее радикальным отличием от других игр жанра является то, что взаимодействовать можно только с теми объектами, которые находятся в зоне досягаемости персонажа, а также то, что можно растягивать или ужимать тело протагониста, что вносит свои коррективы в «традиционность». Игра не содержит привычных диалогов, используя вместо них систему анимированных «облачков мыслей».
Прохождение отдельной области в игре можно посмотреть в справочнике, пройдя несложную игру в жанре скролл-шутер, стреляя в паучков. Если не хочется пользоваться этой функцией, возможно использование подсказки, которая лишь намекает на требуемые действия (появляется как облачко мысли героя).

## Сюжет
В городе роботов Машинариум бесчинствует банда Чёрных Шляп. Сначала они просто хулиганят, стреляя из рогатки или воруя патефон. Однако один из членов банды совершает нападение на мэра и заражает его мозг паразитами-черношляпочниками. Мэр успевает вызвать робота-мусорщика, чтобы тот отправил бандита на свалку, мусорщик по ошибке забирает уборщика Йозефа. А бандит скрывается, прихватив с собой уборщицу Берту, подругу Йозефа. С этого момента и начинается игра.
Оказавшись на свалке в разобранном состоянии, Йозеф самовосстанавливается и бежит в Машинариум. Преодолевая различные преграды и устраняя вред, причинённый бандой, Йозеф добирается до мэра и излечивает его от паразитов. В самом конце Йозеф и спасённая подруга улетают из города в вертолёте, но терпят крушение. Их спасают птички, но уносят пострадавших в разные стороны.
Игра лишена вступительного ролика, и изначально неизвестно, отчего Йозеф, главный герой, попал на свалку. Предпосылки и мотив действий робота игрокам предоставляется в виде воспоминаний или желаний, отображающихся на экране в виде картинок в диалоговых облачках.

## Разработка
Разработка «Машинариума» началась в 2006 году, после завершения работы над Samorost 2. Игра разрабатывалась составом из 7 разработчиков, который был на тот момент самым большим в истории студии. Все разработчики были в прошлом друзьями по учёбе. Маркетинговый бюджет игры не превысил 1000$. Якуб Дворски, придумывая сеттинг игры, позднее написал историю появления роботов на планете:
Когда я разрабатывал мир Машинариума, также создавал его историю — для себя, чтобы понять этот мир лучше и иметь возможность продумать его в деталях. В самой игре этой истории нет, но я расскажу вам кратенько. Всё случилось на одной далёкой и забытой планете, куда люди привыкли отправлять мусор, который они производили — старые машины, механизмы, компьютеры и прочее. Из этого механического лома образовались несколько простых роботов. Некоторое время спустя они построили других, более усовершенствованных роботов, а потом — поселение. Так и был создан город Машинариум.Якуб Дворски, интервью игровому сайту GamesLife.ru
Главного героя назвали Йозефом в честь создателя слова «робот», этнического чеха Йозефа Чапека.
С января по октябрь 2009 года был написан саундтрек для игры, в который вошли 14 композиций.
30 сентября 2009 года была опубликована демо-версия. Полноценный релиз игры состоялся 16 октября 2009 года. Издателем игры в СНГ и странах Балтии выступила 1С-СофтКлаб.
Версия для Apple iPad 2 была выпущена 8 сентября 2011 года. Для iPhone игра была портирована на 2 года позже — 18 октября 2013. Версия для BlackBerry PlayBook вышла 21 ноября 2011 года. Версия для Android была выпущена 10 мая 2012 года. В октябре 2012 была выпущена версия для PlayStation 3. 21 сентября 2016 года игра была выпущена на PlayStation 4. Версия для Xbox One вышла 16 апреля 2020 года.
Также планировались версии для Xbox 360 и Wii, но их разработка была прекращена.

### Переиздание
23 июня 2017 года была выпущена «окончательная версия» игры (англ. Definitive Version). Версия является бесплатной для всех обладателей лицензионных копий игры, заменяя оригинальную версию. Отличительными особенностями являются:
- Написанный с нуля игровой движок, использующий DirectX, пришедший на смену Adobe Flash из релизной версии.
- Улучшенная поддержка полноэкранного режима.
- 12 новых достижений.
- Поддержка игровых контроллеров (заявлена поддержка контроллеров Xbox 360 и Xbox One, остальные — в экспериментальной поддержке).
- Сохранения в Steam Cloud.
- 14 локализаций, включая китайский, японский, корейский и русский языки.
- Таблица лидеров Steam.

## Саундтрек
Саундтрек к игре, написанный чешским композитором Томашем Дворжаком, был выпущен 21 октября 2009 года в цифровом формате. 27 февраля 2010 года он был издан на виниловой пластинке, а 5 марта того же года — на CD (в составе коллекционного издания игры). В 2009 году саундтрек получил награду в номинации "The Best Soundtrack" от журнала PC Gamer.

## Награды
| Сводный рейтинг       | Сводный рейтинг |
| Агрегатор             | Оценка          |
| --------------------- | --------------- |
| GameRankings          | 84,68 %         |
| Metacritic            | 85 %            |
| Иноязычные издания    |                 |
| Издание               | Оценка          |
| Edge                  | 8/10            |
| Eurogamer             | 8/10            |
| Русскоязычные издания |                 |
| Издание               | Оценка          |
| Absolute Games        | 83 %            |
| PlayGround.ru         | 9,5/10          |
| «Игромания»           | 9,0/10          |
| «Страна игр»          | 8,5/10          |

«Машинариум» победил в номинации Excellence in Visual Art (примерный перевод: «непревзойдённое мастерство в изобразительном искусстве») на 12-м Ежегодном фестивале независимых игр.
Кроме этого, игра получила ряд следующих наград:
- Лучшая инди-игра 2009 года по мнению сайта Gamasutra.com,[28].
- Лучшая инди-игра 2009 года по версии портала VGChartz.com[29].
- Лучшая инди-игра 2009 года по версии Gamerview.com.br[30].
- Игра Года по версии портала DIYgamer.com[31].
- Премия в номинации «Best Traditional Adventure Game Of 2009» присужденная порталом Acegamez.com[32].
- «Квест года» (2009) от «Игромании»[33].

Игра вошла в десятку лучших игр 2009 года для PC по мнению портала Msnbc.com.
Летом 2018 года, благодаря уязвимости в защите Steam Web API, стало известно, что точное количество пользователей сервиса Steam, которые играли в игру хотя бы один раз, составляет 609 675 человек.